# Berndt von Egidy
Christoph Berndt von Egidy (* 19. Juli 1938 in Dresden; † 13. November 2022 in Tübingen) war ein deutscher Bibliothekar. Er war von 1991 bis 2003 Direktor der Universitätsbibliothek Tübingen.

## Familie
Christoph Berndt von Egidy entstammte dem Adelsgeschlecht von Egidy. Sein Großvater war der Generalmajor Ralph von Egidy (1867–1955). Berndt von Egidy war der ältere Sohn des Majors und Bataillonskommandeurs Christoph Horst von Egidy (1909–1943) und dessen 1935 geheirateter Ehefrau Erika von Hülsen (1909–2003). Von Egidys jüngerer Bruder war der Kapitän der Handelsmarine und Reedereikaufmann Christoph Wolff von Egidy (1940–1996).
Berndt von Egidy heiratete am 4. Juni 1971 Antoinette Freiin von Fritsch (* 1946), Tochter des Juristen und Ministerialrats im Bundesinnenministerium Georg Freiherr von Fritsch.

## Leben und Wirken
Nach dem Abitur in Bonn (1959) studierte Berndt von Egidy Geschichte und Anglistik an den Universitäten Bonn, Göttingen und Exeter. 1966 legte er das Staatsexamen ab. Die Promotion erfolgte 1970 an der Universität Bonn. Von 1969 bis 1971 absolvierte er die Ausbildung für den Höheren Bibliotheksdienst an der Universitätsbibliothek Heidelberg und der Bibliotheksschule in Frankfurt/M. Nach einem sechsmonatigen Aufenthalt an der Staatsbibliothek in Pretoria (Südafrika) arbeitete er zunächst an der Universitätsbibliothek Heidelberg und wechselte 1973 an die Bibliothek der Gesamthochschule Essen. Dort leitete er das Dezernat „Koordinierung der Fachbibliothek und des Bestandsaufbaus“, seit 1977 das Dezernat „Fachbibliotheken und Benutzung“. 1978 wurde er stellvertretender Direktor der Universitätsbibliothek Tübingen, der er dann von 1991 bis 2003 als Leitender Bibliotheksdirektor vorstand.
Von 1995 bis 1997 war von Egidy Vorsitzender des Vereins Deutscher Bibliothekare (VDB). Als Berater der UNESCO wirkte er in den Jahren 2000 und 2001 bei der Einrichtung und Organisation der Bibliotheca Alexandrina (Ägypten) mit.
Ein wichtiger Schwerpunkt seiner Tübinger Berufsjahre war die Planung und Organisation des Erweiterungsbaus der Universitätsbibliothek Tübingen („Ammerbau“), der im Jahre 2002 bezogen werden konnte; hiermit war zugleich die Auflösung eines seit 1981 bestehenden Ausweichmagazins verbunden.

## Schriften (Auswahl)
- Die Wahlen im Herzogtum Nassau 1848–1852. Ein Beitrag zur Geschichte der politischen Bewegung am Mittelrhein. In: Nassauische Annalen, Band 82 (1971), S. 215–306 (Dissertation).
- Die erste Fachbibliothek der Gesamthochschule Essen im neuen Gebäude. In: Mitteilungsblatt/Verband der Bibliotheken des Landes Nordrhein-Westfalen, Jg. 24 (1974), S. 313–324.
- Das südafrikanische Bibliothekswesen. In: Bibliothek und Wissenschaft, Jg. 9 (1975), S. 1–36.
- 300 Jahre Familie von Egidy 1687–1987, Tübingen 1987 (zusammen mit Arndt von Egidy u. a.).
- Neubau oder Aussonderung. Möglichkeiten zur Entlastung von überfüllten Institutsbibliotheken. In: Zeitschrift für Bibliothekswesen und Bibliographie, Jg. 36 (1989), S. 311–333.
- Fachaufsicht im Bibliothekssystem einer alten Universität. Möglichkeiten der Zusammenarbeit. In: Bibliothek, Forschung und Praxis, Jg. 14 (1990), S. 156–164.
- Zusammenarbeit und Fachaufsicht im zweistufigen Bibliothekssystem am Beispiel der Universitätsbibliothek Tübingen. In: Rolf Busch (Hrsg.): Zwischen Kooperation und Weisungsrecht. Aktuelle Probleme des FU-Bibliothekssystems und westdeutsche Erfahrungen, Referat für Aus- und Weiterbildung, Freie Universität Berlin 1990 (Beiträge zur bibliothekarischen Weiterbildung, Band 4), S. 28–45, ISBN 3-927474-40-1.
- Ex oriente Lust und Last. Das Tübinger Sondersammelgebiet 6.23 (Vorderer Orient). In: Gisela Weber (Hrsg.): Ordnung und System. Festschrift zum 60. Geburtstag von Hermann Josef Dörpinghaus, Wiley-VCH, Weinheim 1997, S. 81–95, ISBN 3-527-29490-2.
- Erwerbungspolitik und Erfolgskontrolle in einem universitären Bibliothekssystem. In: Sabine Wefers (Hrsg.): Ressourcen nutzen für neue Aufgaben. 86. Deutscher Bibliothekartag in Erlangen, Klostermann, Frankfurt/M. 1997, S. 226–234, ISBN 3-465-02908-9.
- Haben Bibliotheken noch eine Zukunft? In Joachim Knape (Hrsg.): Perspektiven der Buch- und Kommunikationskultur, Osiander, Tübingen 2000, S. 133–143, ISBN 3-926326-20-4.
- Ein Märchen aus 1001 Nacht. Die neue Bibliothek in Alexandria. In: Antonius Jammers (Hrsg.): Planen und Gestalten. Festgabe für Günter Baron, Reichert, Wiesbaden 2001 (Beiträge aus der Staatsbibliothek zu Berlin – Preußischer Kulturbesitz, Band 13), S. 71–80, ISBN 3-89500-224-0.
- Das Ende des Wachstums. Zum Mittel-, Personal- und Gebäudebedarf der Tübinger Universitätsbibliothek. In: Ammerbau der Universitätsbibliothek Tübingen. [ein Projekt der staatlichen Hochbauverwaltung] / [Hrsg. Finanzministerium Baden-Württemberg]. Staatsanzeiger-Verlag, Stuttgart 2002, S. 24–36.
- Von der Entwicklung eines Königsprojekts. Die neue Bibliothek in Alexandria. In: Buch und Bibliothek, Jg., 54 (2002), S. 99–103.
- Zwanzig Kilometer Bücher jenseits der Ammer. Der neue Erweiterungsbau der Tübinger Universitätsbibliothek. In: Buch und Bibliothek, Jg. 55 (2003), S. 149–157.
- Fund und Restitution der Bibliothek Cäsar Hirsch. In: Jüdischer Buchbesitz als Beutegut. Eine Veranstaltung des Niedersächsischen Landtages und der Niedersächsischen Landesbibliothek; Symposium im Niedersächsischen Landtag am 14. November 2002, Niedersächsischer Landtag, Hannover 2003 (Schriftenreihe des Niedersächsischen Landtags, Heft 50), S. 66–70.